# 空中客车A350
空中客车A350（英語：Airbus A350）是歐洲飛機製造商空中巴士所研發的長程雙引擎廣體客機系列。A350是最先在機身與機翼同時使用碳纖維強化聚合物的民航飛機，亦是目前全球雙發延程飛行（ETOPS）等級最高，航程最遠的一款民航飛機（除正在研發的波音777X公務機），可飛越世界上99.7%的地方。典型的三等級座艙配置可搭載280至366位旅客。A350定位為取代A340與部分機齡較高的A330，主要競爭機型為波音公司的波音777及波音787客機。
A350系列机型最初構想於2004年，以A330機身搭配新型空氣動力學外形和引擎，當時是因為歐洲不少航空公司曾催促空中巴士研发一款新飛機與波音787競爭，因波音曾承諾787的耗油量比A330低20%。起初，空中巴士提議设计一種A330的衍生型，稱為A330-200Lite，改善其原有的空氣動力設計及引擎，而航空公司对其改善幅度过小感到不满，因此，空中巴士投入40億歐元重新拟定一个設計方案，并将新机型定名為A350。但是，最初的A350改进机型与原机型A330之间相异仍然甚小，因为兩款型號皆使用與A330、A340相同的機身結構。2006年，为解决客户在使用中所反馈的问题，空中巴士改进了這款飛機的设计，之后便生產出此款名为“A350 XWB”（超廣體客机/eXtra Wide Body）的全新系列设计。
A350原型機於2013年6月14日首次從法國图卢兹起飛，於9月收到歐洲航空安全局的認證，也在兩個月後獲得聯邦航空管理局的認證。2015年1月15日，卡塔尔航空完成了A350-900机型的试飞；2018年2月24日，卡塔尔航空完成A350-1000机型的试飞。2020年2月，空中客车公佈全年業績，稱A350項目成功在2019年達到收支平衡點，即是回收全部研發成本。外界估計，項目的開發成本約110億歐元。
截至2025年7月31日，空中巴士已收到全球62家客戶的1428架A350訂單。

## 歷史

### 早期設計
當波音公司於2003年1月宣佈其7E7「夢想客機」計劃時（現稱787），宣稱其較低的營運成本會對空中客车A330系列机型的市场構成嚴重威脅。对此，空中巴士则未對7E7計劃作过多回應。
2004年9月16日，空中巴士總裁兼首席執行官（CEO）佛吉爾德（Noël Forgeard）證實該公司正进行一項新計劃，但尚未命名此新计划，也未明確指出計劃中的飛機是否為全新設計。佛吉爾德指空中巴士會於2004年底落實有關概念，2005年初諮詢各航空公司，並於2005年底展開有關發展計劃。
2004年12月10日，空中巴士股東歐洲航空防務太空公司（EADS）和英國宇航系統公司（BAE Systems）批准相關計畫並正式將命名為A350。A350將配備經改良的機翼和新的引擎，機身橫切面則與A330相同。預計A350將會有兩種型號，並於2010年投入服務，型号分別為A350-800及A350-900。其中A350-800型飞机的最大航程為8,800海里（16,300公里），在三級客艙編排下可搭載253人。A350-900型的最大航程則為7,500海里（13,890公里），在三級客艙編排下可搭載300人。
為了不影響A330的市場地位（因兩者的載客量相近），A350的设计航程由7,500海里提升至8,800海里，相比A330系列可作更长途飞行。这个航程设计正好與波音的787-9及777-200ER客機形成市場竞争。A350-900則為空中巴士首架能與波音777-200ER（航程及載客量方面）匹敵的雙引擎客機，因而外界對其十分感興趣。相比之下，空中客车的A330系列則須同时與波音的777-300及787-8競爭。
A350系列与A330及A340系列的组装线相同。預期同類型飛機（包括貨機）在未來20年的市場需求量為3,300架，空中客车预计将占据其中半数市场。
其後，美國及歐盟就波音公司及空中客车与政府的资金支持的相关问题而發生貿易糾紛，A350計劃因而受到影響。根據一項能追溯至1992年的協議及世界貿易組織所訂下的條例，均对哪些政府可給予飛機製造商以資助有具体规定。美國強調，在空中巴士给予歐盟一些利益的情況下，后者給予空中客车貸款違反有關條例，並向世界貿易組織提出投訴。歐盟對投訴作出回應，指波音公司也疑似得到美国政府的資助并以此用作波音787及其他飛機的开发，还懷疑波音从美国的軍事計劃中抽取資助，雙方在一系列上競爭中互結下樑子後，即將對簿公堂。
2005年1月11日，美國及歐盟宣佈同意透過雙向會談來解決這次空中客车及波音公司的資助分歧。美國及歐盟均停止給予有關公司新的資助。然而，本來成功的談判最後失敗告終，因為英国政府竟突然批准資助空中客车。英國政府將給予空中巴士3.79億欧元資金，換來於英國建造A350的合成機翼的權利，英国还可因此给社会提供近10,000工作岗位。
空中巴士獲得歐洲人的擔保金後，於2005年10月6日正式宣佈全面展開A350計劃，預算整個研發項目開支達35億歐元。A350的競爭對象為波音787-9、787-10、777-200ER。消息公佈後，西班牙的歐羅巴航空（Air Europa）隨即宣佈訂購12架A350-800型客機。但此後，空中巴士只是接到零星的A350訂單，遠低於空中巴士預期。

### 引來批評
原因在於空中客车的舊A350計劃招致其兩大客戶----國際租賃金融公司（ILFC）及奇異金融航空服務公司（GECAS）的批评。2006年3月28日，在數百名航空公司高層在場的情況下，國際租賃金融公司主席兼行政總裁斯蒂文·艾德華茲（Steven F. Udvar-Hazy）毫不留情地批評空中客车的策略，指這只是「對於波音787的補綴反應」，其後此觀點亦被奇異金融航空服務公司總裁Henry Hubschman重申。艾德華茲請求空中客车為業界帶來一架全新設計的飛機，否則將有流失大量市場到波音的風險。數天後，新加坡航空行政總裁周俊成亦發表相似評論。他指既然空中客车不厌其烦地設計新的機翼、機尾、駕駛艙及加入先進的新材料，空中客车早應重新審視整架飛機及設計一個全新機身。同時，新加坡航空正重新考虑关于波音787及A350的訂購。空中巴士則回應指正考慮改善A350來迎合客戶要求。随後，空中巴士行政總裁古斯塔夫·亨伯特提出並沒有任何快捷的更新安排，亦指出「我們的策略並非由另外一、兩個計劃帶動，而是出于对市場的長遠目標的考量并履行对客户的承诺」。2006年6月14日，新加坡航空宣佈選擇訂購波音787而非A350。阿联酋航空亦因A350的設計弱點而拒絕訂購。
此后，空中巴士给A350系列配上新的機翼、引擎及水平穩定翼(horizontal stabilizer)以及新型複合材料和機身制造工艺，使A350系列几乎成為一款全新机型，而舊A350計畫後來由A330neo方案重生。

### 新設計：A350-XWB

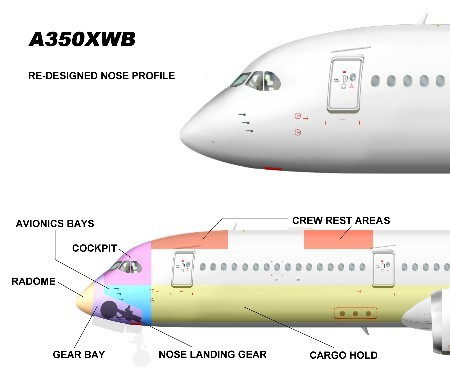
A350 XWB機鼻新設計

三種版本

因外界的各項批評，空中客车於2006年中就A350概念作了一次重大的探討研究。有推測指經重新设计的飛機將名為「A370」。2006年7月17日，空中客车於英国法茵堡航空展上宣佈其經重新設計的飛機將名為A350 XWB（即 EXtra Wide Body，超廣體）。超广体设计使得機身橫切面宽度比空中巴士一直沿用的廣體客機机身（用于A300、A310、A330及A340系列）更大。空中客车為区分原有的A350計畫與新的A350 XWB計畫，在所有的場合中都一定會稱全名A350 XWB。原本的A350計畫於2006年10月正式啟動。而A350 XWB的设计计划的推出使得比原定的新机型研发时间推遲數年，並且使研發成本增加一倍，由53億美元提升至約100億美元。
根據空中客车發表的資料，A350 XWB雙氣泡形（橢圓形）的機身橫切面最大直徑為5.97公尺（A300至A340系列沿用的為5.64公尺），超越波音787的5.91米寬度、接近波音777的6.19米。以座艙斷面最寬的座椅扶手高度為基準，A350 XWB的座艙內寬為5.61公尺，較主要競爭對手中的波音787（5.49公尺）多了0.12公尺。在這樣的機艙寬度下，A350 XWB的經濟艙特別設計為模組化機艙，允許兩種不同的座椅佈局，包括標準的3-3-3標準經濟艙佈局與座椅寬度較大的2-4-2豪華經濟艙佈局。然而，在A350 XWB豪華經濟艙佈局當中，僅漢莎航空以及中華航空採用較寬敞的2-3-2佈局，新加坡航空旗下7架A350-900ULR超長程客機的豪華經濟艙最後三排為1-4-1佈局，左右兩側座位之靠窗側位置設有專屬大型行李櫃，其餘航空公司的A350 XWB豪華經濟艙均採用原廠設計的標準型2-4-2佈局。
空中巴士將提供3種A350型號，其中一种型號的航程超過8,800海里，超越波音787及原本的A350。此雙走道客機的經濟客艙能並列9個座位，而非原本的8個座位。空中巴士此设计是为A350能夠與波音787以及較大型的波音777競爭。
與原本的A350一樣，其機翼為碳化纖維合成結構，機身亦會大量使用碳化纖維合成物作为材料进行制造。空中巴士曾忧虑此類結構与地面發生碰撞時的完整性。此外，A350 XWB將附設特大窗戶，其駕駛艙亦會以A380為基礎进行再设计。
劳斯莱斯同意為空中巴士A350 XWB提供一款遄达（Trent）引擎（推動力達 75,000lbf至95,000lbf）。通用電氣確認可提供適用於A350-800及-900的GEnx引擎（波音787的同款引擎），但拒絕為A350-1000提供引擎。外界認為，GE擔心A350-1000會影響波音777的銷量（GE是該機型唯一的引擎生產商），但通用電氣堅決否認這些說法。其後，通用電氣曾宣佈提供由通用電氣及普惠聯營的Engine Alliance GP7200引擎，代替GEnx。空中巴士則要求對方為A350研發新款高效率引擎。最終通用電氣拒絕提供GP7200引擎给A350XWB，包括原计划提供的GEnx均不會提供给A350XWB。因此劳斯莱斯的Trent XWB成為A350 XWB的獨家引擎。
空中客车在公佈新A350 XWB計劃後4天便收到第一張訂單，新加坡航空宣佈訂購20架A350 XWB以及20架選擇購買權。其首席執行官（CEO）周俊成於聲明中表示:「這是令人振奮的，空中巴士能聆聽客戶意見並推出經全新設計的A350」。新加坡航空亦同時訂購20架波音787-10客機。

## 型號
重新設計的A350 XWB原定於2006年開始生產，並計劃於2013年投入運行，但在2011年巴黎航展上，空中巴士將A350-1000的投用日期延到2012年中期。2012年7月，再將A350-900的投用日期延到2014下半年。

### A350-800
A350-800的機身設計長度為60.45米（198.3英尺），在三艙配置下可容納276個座位，航程達15,270 km（8,245 nmi），最大起飛重量（MTOW）為259 t（571,000磅）。A350-800的主要競爭機型為波音787系列，也用於補充A330-200作長程飛行，原預計於2014年投入服務，並選用勞斯萊斯新一代遄达（Next Generation Trent）Trent XWB-75引擎。
2008年中期的訂單達182架。但自2010年起，隨著更大的-900推出，許多客戶紛紛將訂單轉為-900。2014年，空中巴士推出A330neo，並稱預計所有客戶都會改成較大的A350-900或A330neo。同年9月，空中巴士正式取消A350-800。

### A350-900

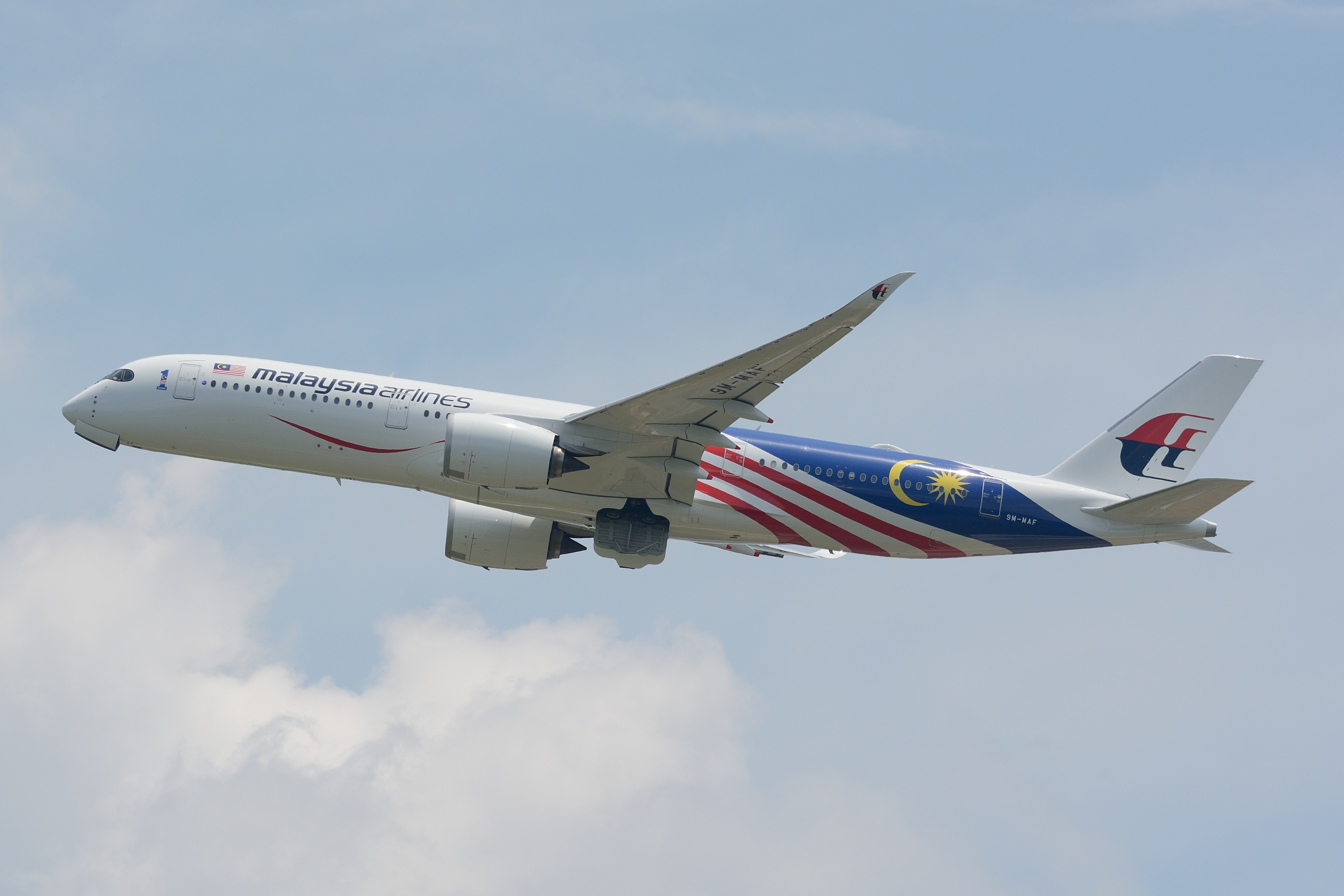
马来西亚航空的A350-900 (国旗涂装)

A350-900 (ICAO代碼: A359) 在三艙配置下最多可搭載350人，航程為15,742公里（8500海里），主要競爭機型為波音787-9/10以及777-200ER/LR，並可替代A340-300及A340-500，於2014年投入服務，首架交付用戶為卡塔尔航空。A350-900選用劳斯莱斯新一代遄达Trent XWB-84引擎。
A350XWB的巡航速度約為0.85馬赫，與競爭機型波音787相近。而空中巴士指A350的維修成本比787低10%，配備與A380類似的駕駛艙，維持機種操作的一貫性，減少訓練成本。空中巴士亦指A350-900的每座位耗油量比787-10低7%，機艙內氣壓會被加壓至等同6,000呎或更低的高度，空氣濕度則最少為20%。

#### A350-900ULR
A350-900ULR為超長航程（Ultra-Long Range）的縮寫，相比標準版的-900，ULR型号增加了燃油容量以及更改燃油系统以增長其航程至17,960公里，也同时采用了减少碳纤维复合材料层数的新翼尖小翼设计，提高燃油效率和空气动力表现，可實現達19小時的航程。直至目前為止，此款飛機是世界上航程最遠的民航機，於2018年投入服務。與A350-900相比，A350-900ULR拥有更大的最大起飞重量，供油系統和翼尖小翼也重新設計，前下貨艙全改為額外油箱以因應20小時以上超長程航線，但執飛超長航線時需要實施載荷限制，以免燃油消耗過快。该机型的主要客户为新加坡航空，新加坡航空借此重新開通曾使用A340-500执飞的新加坡－紐華克的不经停航线（新加坡航空21/22号班机），及開通新加坡－紐約甘迺迪的不经停航线（新加坡航空23/24号班机），此航线至今仍为是全球最长的不经停航线，仅在2022年國泰航空由香港ー紐約甘迺迪改為繞飛俄羅斯領空时短暂超越。

#### ACJ350
ACJ350為A350-900的公務機版本，燃油容量比ULR更大，航程亦增至20,550公里。
2007年，香港商人陳振聰曾下訂一架ACJ350，成為此型號公務機的啟始客戶。然而，由於陳氏後來被判入獄12年，並被頒令破產，該訂單亦因而作廢。
2019年，德國空軍下訂三架ACJ350作專機之用，以替換因老化而頻繁故障的A340，並且取代陳振聰成為ACJ350的首個用戶。首架備份機已於2020年3月21日首飛，其後進行改裝，並於同年8月20日交付；隨後，第二架飛機（即狹義的第三代康拉德·阿登納號飛機）亦於同年進行改裝，2022年11月正式取代舊專機，成為目前全球續航力最強的政府專機。
2020年，德國K5 Aviation下訂1架ACJ350作為私人包機使用，成為第一家採用該機型的私人包機公司業者，亦是該公司機隊中首架廣體飛機。該機於同年6月出廠，同年7月31日首飛，其後進行改裝，並於同年12月11日交付。

### A350-1000

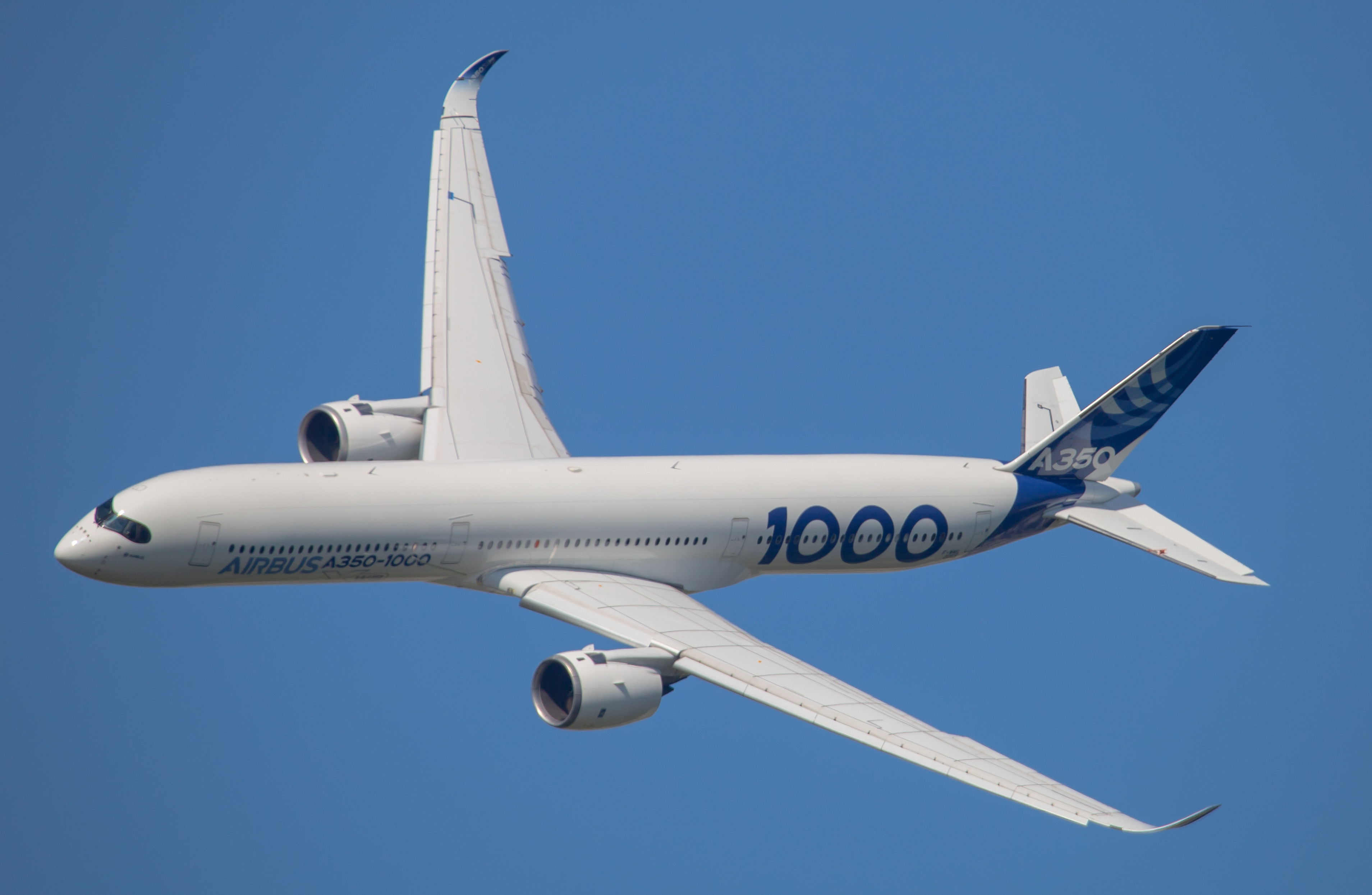
Airbus A350-1000 (原廠塗裝)

A350-1000 (ICAO代碼: A35K) 為A350XWB系列中最大的型号，在三艙配置下最多可搭載410人，航程為16,700公里（9000海里）。A350-1000可替代A340-600，其競爭機型為波音787-10，777-300ER及777-9X。在引擎方面，-1000選用劳斯莱斯新一代遄达（Next Generation Trent）Trent XWB-97，主起落架採用相似於波音777的三軸式，共12輪。

#### 澳洲航空日出计划（Project Sunrise）
澳洲航空于2019年12月初步决定选择A350-1000来运营日出计划中的航线，随后在2020年3月做出最终决定订购至多12架。最初外界预估这一型号将会被命名为A350-1000ULR。不过这种-1000型的子型号并不会共享-900ULR更大的油箱和其他燃油系统的改装，同时空中客车不再把拥有最大的最大起飞重量（MTOW）的子型号称为ULR型，尽管其拥有16000公里（8700海里）的最大航程。在由2019冠状病毒病疫情导致的延误后，澳洲航空在2022年5月2日正式订购了12架A350-1000客机，专门用来执行最初计划将于2025年开办的日出计划航班。
2024年6月6日，澳洲航空国际业务CEO凯姆·华莱士（Cam Wallace）在迪拜举行的第80届国际航空运输协会（IATA）年会上确认，在经过被欧洲航空安全局（EASA）要求的重新设计后，EASA已经批准了允许飞机可以达到设计最大航程的后部中央油箱（rear centre tank，RCT）的设计。空中客车预计2025年初可以将这一油箱集成到飞机上并开始测试，预计2026年中可以开始向澳洲航空开始交付飞机。飞机的座位为4舱等布局，总座位数238座。此外，尽管澳洲航空在其出版物和网站上使用ULR来描述这一子型号，但是空中客车官方并未确认ULR为官方的称呼。

### A350F
A350-900货机首次在2007年被提及，其货运能力与MD-11F相似，航程为8,704公里（4,700海里），将在客运版之后开发。2020年初，空客提出基于之后发布A350F的提议。该提议描述的货机长度略长于A350-900，而空客需要50份订单才能启动这项价值20-30亿美元的计划。2021年7月，空客董事会批准了货机的研发。新机基于-1000版本，可携带超过90吨的货物，计划于2025年投入使用。
A350F将保持A350-1000的319吨最大起飞重量，比波音777F仍要长6.9米（23英尺），货舱容积比777F大10%，为695立方米（24,500立方英尺），较777F的633立方米（22,400立方英尺）更大，与波音747-8F相似。其主货舱门位于机翼后方，主舱板铝合金地梁也经过了加固，其109吨（240,000磅）的有效载荷高于777F的103.7吨（229,000磅），而其空重比A350-1000轻30吨（66,000磅），比777F轻20吨（44,000磅）。2021年11月的迪拜航展上，美国租赁公司Air Lease Corporation成为首个订购该机的客户，预计交付时间约为2026年，该公司还订购了其他空客客机。A350F的首家运营商将是新加坡航空，他们在2022年新加坡航展上订购了7架飞机，交付将从2025年开始。这款长70.8米（232英尺）的货机在最大有效载荷情况下最大有效航程为4,700海里（8,704公里）。至2023年5月，计划投入使用时间推迟至2026年。

#### A350 Regional
A350 Regional為計劃中的短程型號，拥有較低的起飛的重量以能應付比較频繁的起飛與降落。自2013年以來，空中巴士並未公佈關於此型號的進一步消息。现时，空中客车公司向客户提供不同起飞重量的机型构型，并通过同一机体注册不同构型达到灵活运用的目的，目前新加坡航空已采用起飞重量为250吨的A350-900执飞部分中短程区域航线，日本航空也将所订购的A350-900起飞重量限制在217吨，用以执飞日本国内短途航线，選用勞斯萊斯新一代遄達（Next Generation Trent）Trent XWB-75來做區別。但二者均基于280吨构型机体生产，仅通过对发动机和载油量等参数进行软件限制以满足不同客户的使用需求。

### 延長版
2016年，空中客车曾經研究進一步延長機身，提供額外45個座位。若把機身延長4米到79米，現有的4對緊急出口仍然滿足安全監管要求，特侖特引擎也能提供所需的額外3%推力。A350延長版的航程預計為14,100公里，競爭機型為波音777-9X。
同時，空中客车也擔心400座客機市場過小，且延長版會影響A350-1000的銷量。2017年巴黎航空展中，航空公司對A350延長版的設計概念沒有太大興趣。2018年，空中客车決定擱置計劃。

## 擬開發型號

### A350neo
2018年，空中巴士開始就新引擎選擇的A350 XWB的開發進行研究。若成功開發，A350neo預計在2020年代中推出。目前，普惠公司、通用電氣航空（將提供通用電氣GEnx-1B改良版）、勞斯萊斯（預計提供正在開發的「超級扇-UltraFan」系列引擎，為Trent的後繼型號）及賽峰集團均準備或已提交新引擎方案。

## 訂單

### 機型訂單
| 機型      | 訂單 | 交付 |
| A350-900  | 1009 | 571  |
| A350-1000 | 354  | 98   |
| A350F     | 65   | -    |
| 總數      | 1428 | 669  |

|      | 2006 | 2007 | 2008 | 2009 | 2010 | 2011 | 2012 | 2013 | 2014 | 2015 | 2016 | 2017 | 2018 | 2019 | 2020 | 2021 | 2022 | 2023 | 2024 | 2025 | 總數 |
| 訂單 | 2    | 292  | 163  | 51   | 78   | −31  | 27   | 230  | −32  | −3   | 41   | 36   | 40   | 32   | −11  | 2    | 8    | 281  | 138  | 84   | 1428 |
| 交付 | –    | –    | –    | –    | –    | –    | –    | –    | 1    | 14   | 49   | 78   | 93   | 112  | 59   | 55   | 60   | 64   | 57   | 27   | 669  |

 A350訂購與交付累積圖